# Escuela Técnica Superior de Ingeniería de Caminos, Canales y Puertos (Universidad Politécnica de Valencia)
La Escuela Técnica Superior de Ingeniería de Caminos, Canales y Puertos es la escuela de ingeniería civil de la Universidad Politécnica de Valencia. Está ubicada en Valencia (España).

## Historia
Fue fundada en 1968 mediante el Decreto 2731/1968, de 24 de octubre y quedó adscrita al entonces Instituto Politécnico Superior de Valencia, por lo que es la tercera escuela de ingenieros de Caminos, Canales y Puertos más antigua de España.
En 1971 se constituye la Universidad Politécnica de Valencia con los cuatro centros docentes del Instituto Politécnico Superior de Valencia, entre los que se encuentra la Escuela Técnica Superior de Ingeniería de Caminos, Canales y Puertos.

## Titulaciones
Las titulaciones que se imparten en la escuela incluyen:
- Grados: Ingeniería Civil; Gestión del Transporte y la Logística; Ingeniería Civil+Matemáticas; Ingeniería Ambiental
- Másters: Ingeniería de Caminos, Canales y Puertos; Transporte Territorio y Urbanismo; Planificación y Gestión en Ingeniería Civil; Ingeniería Ambiental e Ingeniería Estructural y Geotécnica